# 多巴哥群岛

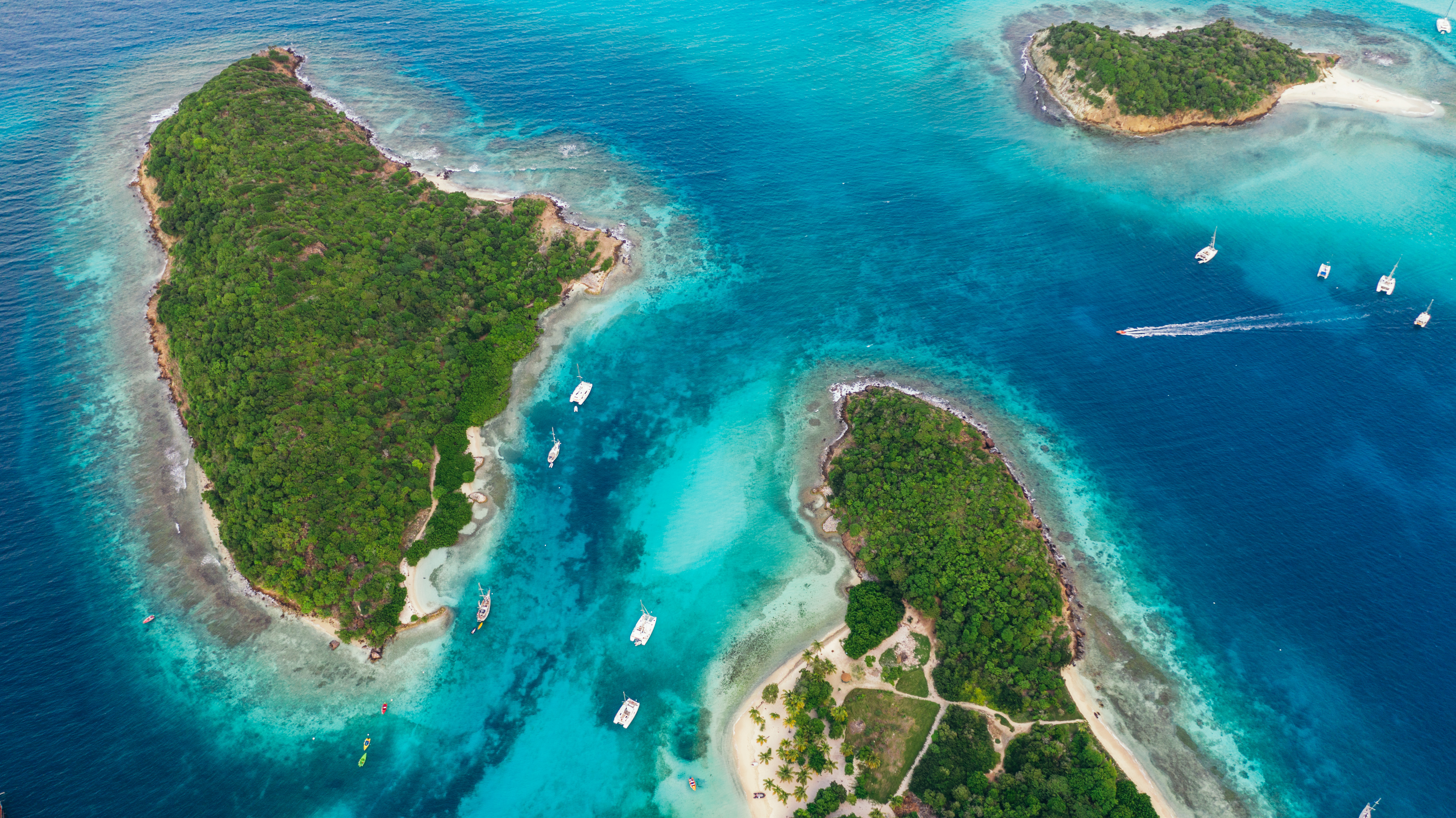

多巴哥群岛（Tobago Cays）是圣文森特和格林纳丁斯的一座群岛，属于格林纳丁斯群岛的一部分，由小拉莫岛、小巴托岛、巴拉达尔岛、小塔巴克岛和詹姆斯贝岛等5座无人岛屿组成，面积0.25平方公里，岛上无人居住。